# São José (Lembá)
São José é uma aldeia de São Tomé e Príncipe, localiza-se no Distrito de Lembá, ilha de São Tomé, próxima às localidades de Mulundo, Monte Carmo e de Santa Jenny dos Quatros Caminhos.